# Фінське наукове товариство
60°09′57″ пн. ш. 24°56′57″ сх. д. / 60.16593° пн. ш. 24.94925° сх. д.
Фінське наукове товариство (лат. Societas Scientiarum Fennica; швед. Finska Vetenskaps-Societeten; фін. Suomen Tiedeseura; англ. Finnish Society of Sciences and Letters) було засноване в 1838 році.

## Значення
Це академія для всіх галузей науки та досліджень. Згідно з їхніми власними заявами, їхньою метою є сприяння високоякісним дослідженням через стипендії, створення мереж і поширення інформації.
Товариство має дійсних, іноземних та почесних членів. Усі члени є постійними і запрошуються пленумом товариства. У віці 67 років дійсний член досягає старшого рангу, і запрошується новий дійсний член.
Товариство має чотири відділи, кожен з яких налічує 30 дійсних членів:
- Математика і фізика

- Науки про життя

- Гуманітарні науки

- Соціальні науки.

Товариство видає щорічник, журнал «Сфінкс» та низку видань з різних напрямків.